# Galdhøpiggen
De Galdhøpig is met 2469 meter de hoogste berg van Noorwegen. Hij is gelegen in de gemeente Lom in de provincie Innlandet in het Noorse hooggebergte de Jotunheimen en het gebergte Breheimen. Bereikbaar via de RV 55, de Sognefjellsweg.
Het beklimmen van de Galdhøpiggen is 4 uur lopen naar boven en 2 uur naar beneden. Vanaf de top is zo'n 35.000 km² van het gebied rond de berg zichtbaar. Er is ook het Galdhøpiggen zomerskicentrum.
De Glittertind heeft lange tijd de titel van hoogste berg van Noorwegen gehad. Metingen hebben aangetoond dat de Glittertind met zijn topgletsjer iets hoger was. De laatste jaren echter is de gletsjer geslonken en is de Glittertind met 2464 meter inmiddels lager dan de Galdhøpiggen.
Hutten in de omgeving zijn Juvasshytta en Spiterstulen.